# Sebastian Krebber
Sebastian Krebber (* 1963 in Köln) ist ein deutscher Jurist und Hochschullehrer an der Albert-Ludwigs-Universität Freiburg.

## Leben
Nach seinem Abitur 1982 begann Krebber ein Studium der Rechtswissenschaften an der Universität Trier, zeitweilig studierte er auch am King’s College London. 1985 kehrte er nach Trier zurück, wo er 1988 sein Erstes Juristisches Staatsexamen ablegte. Dem schloss Krebber ein Auslandsstudium an der Georgetown University an, wo er 1990 den Master of Laws erwarb. Danach kehrte er abermals nach Deutschland zurück, um 1991 sein Referendariat zu beginnen. Dieses schloss er 1994 mit dem Zweiten Staatsexamen ab. Ab Juni 1996 arbeitete Krebber als wissenschaftlicher Mitarbeiter am Lehrstuhl von Rolf Birk in Trier, bei dem er 1997 seine Promotion zum Dr. jur. abschloss.
Ab dem Wintersemester 2002/03 war Krebber als maître de conférences, später als Gastprofessor, an der Universität Metz tätig, noch bevor er im Juli 2003 seine Habilitation abschloss und die venia legendi für die Fachgebiete Bürgerliches Recht, Arbeitsrecht, Internationales Privatrecht und Rechtsvergleichung verliehen bekam. Im Wintersemester 2003/04 und dem folgenden Sommersemester vertrat Krebber einen Lehrstuhl an der Universität Heidelberg. Einen Ruf auf diesen Lehrstuhl lehnte er im Juli 2004 zugunsten eines Rufes an die Universität Luxemburg ab. Dort hatte er seit Oktober 2004 die Professur in "Droit Transnational, orientation principes généraux et sources du droit" inne. Bereits im Februar 2005 wechselte er als Nachfolger von Manfred Löwisch an die Universität Freiburg auf den Lehrstuhl für Bürgerliches Recht, Arbeitsrecht und Sozialrecht, den er seitdem innehat. Von 2010 bis 2012 war Krebber Dekan der Freiburger rechtswissenschaftlichen Fakultät.

## Veröffentlichungen (Auswahl)
- Internationales Privatrecht des Kündigungsschutzes bei Arbeitsverhältnissen. Nomos, Baden-Baden 1997, ISBN 978-3-7890-4916-3. (Dissertation)
- Unternehmensübergreifende Arbeitsabläufe im Arbeitsrecht. C.H. Beck, München 2005, ISBN 978-3-406-52738-8. (Habilitationsschrift)